# Manuel Gião
Manuel Gião é um piloto de automóveis português. Nasceu a 28 de Junho de 1971 em Lisboa, é filho do piloto M. Gião. Estreou-se em 1989 nos automóveis, na Fórmula Ford.
Tem uma carreira dividida entre as fórmulas e os turismo, disputou Fórmula 3, o Internacional Open GT e o SEAT Leon Eurocup em 2014, onde foi vice-campeão, e em 2015.
Organizou o "Encontro das Estrelas" que vai na 6ª edição em 2016 juntamente com outros pilotos.
Em 2016 regressou a Portugal para se estrear no Campeonato Nacional de Velocidade ao volante do novo Volkswagen Golf GTI TCR do Team Novadriver, com o nº 11.
Em 2022, ao lado do finlandês Elias Niskanen e aos comandos de um Mercedes AMG GT4 equipa Lema Racing venceu o Campeonato de Portugal de Velocidade (CPV) e no Iberian Supercars Endurance na classe GT4 Pro.
Em 2023, juntou-se à equipa Racar Motorsport para repetir o CPV e o ibérico Supercars Endurance.